# Цветен квартал (Варна)
Цветният квартал се намира във Варна в район Приморски. Името му идва заради улиците, наречени предимно на цветя.
В квартала се намират сградата на ОУ „Ангел Кънчев“ и тази на Първа езикова гимназия, ДГ № 10 „Карамфилче“, както и Детска ясла „Роза“. По-големите магазини и пазарът са в близост до ул. „Роза“. В неговия район се намира и РИОКОЗ – Варна. В квартала се намира и стадион Спартак.
Границите на квартала са очертани от бул. „Христо Смирненски“ (околовръстен път) на север, от ул. „Подвис“ на изток, от ул. „Ян Палах“ и бул. „Васил Левски“ на юг и от ул. „Прилеп“ на запад.

## Списък с имената нацветнитеулици
| Белите лилии |
| Божур        |
| Бял крем     |
| Еделвайс     |
| Зеленика     |
| Зюмбюл       |
| Иглика       |
| Карамфил     |
| Кокиче       |
| Лотос        |
| Люляк        |
| Нарцис       |
| Незабравка   |
| Роза         |
| Ружа         |
| Синчец       |
| Детелина     |
| Тинтява      |
| Трендафил    |
| Хризантема   |
| Момина сълза |